# Herb gminy Bliżyn
Herb gminy Bliżyn – symbol gminy Bliżyn.

## Wygląd i symbolika
Herb przedstawia na tarczy w polu zielono–niebieskim postać brązowego jelenia ze złotą koroną wokół szyi. 